# La vita a passo di danza
La vita a passo di danza (Look for the Silver Lining) è un film del 1949 diretto da David Butler che racconta la biografia di Marilyn Miller, una giovane attrice del teatro di rivista che, arrivata dalle Ziegfeld Follies, diventò una diva di Broadway.
Look for the Silver Lining, il titolo originale inglese del film, è il titolo di una famosa canzone del 1919 scritta da Jerome Kern (musica) e B.G. DeSylva (parole) che venne usata nel 1920 nel musical Sally, interpretato con grande successo da Marilyn Miller.

## Trama
La ragazza dell'Ohio Marilyn Miller finisce per unirsi al teatro di vaudeville della sua famiglia, anche se è minorenne. Il suo idolo, il ballerino Jack Donahue, aiuta la sua carriera, così come il nuovo partner di ballo Frank Carter, che fugge con Marilyn dopo essere tornato a casa dalla prima guerra mondiale.
Frank viene ucciso in un incidente d'auto. Marilyn non desidera più esibirsi, ma cambia idea su sollecitazione di Jack e di un impresario di New York, Henry Doran, che persuade anche Marilyn a sposarlo. Marilyn ritorna sul palco, ma dopo che un periodo di vertigini l'ha fatta collassare, riconosce che le è stato consigliato dai medici di rallentare a rischio della sua salute. Marilyn insiste sul fatto che, senza esibirsi, la sua vita sarebbe sembrata priva di significato.

## Produzione
Il film fu prodotto dalla Warner Bros. Pictures.

## Distribuzione
Distribuito dalla Warner Bros. Pictures, il film uscì nelle sale cinematografiche statunitensi il 30 luglio 1949.